# Morane-Saulnier
La Société Anonyme des Aéroplanes Morane-Saulnier  fue una empresa francesa de fabricación de aeroplanos formada en octubre de 1911 por Raymond Saulnier y los hermanos Robert y Léon Morane hijos de un rico industrial.  En los años 1960 la empresa fue comprada por el Groupe Potez y más tarde absorbida y diversificada para terminar en 1970 a formar parte de la empresa aeroespacial francesa Aérospatiale .

## Historia

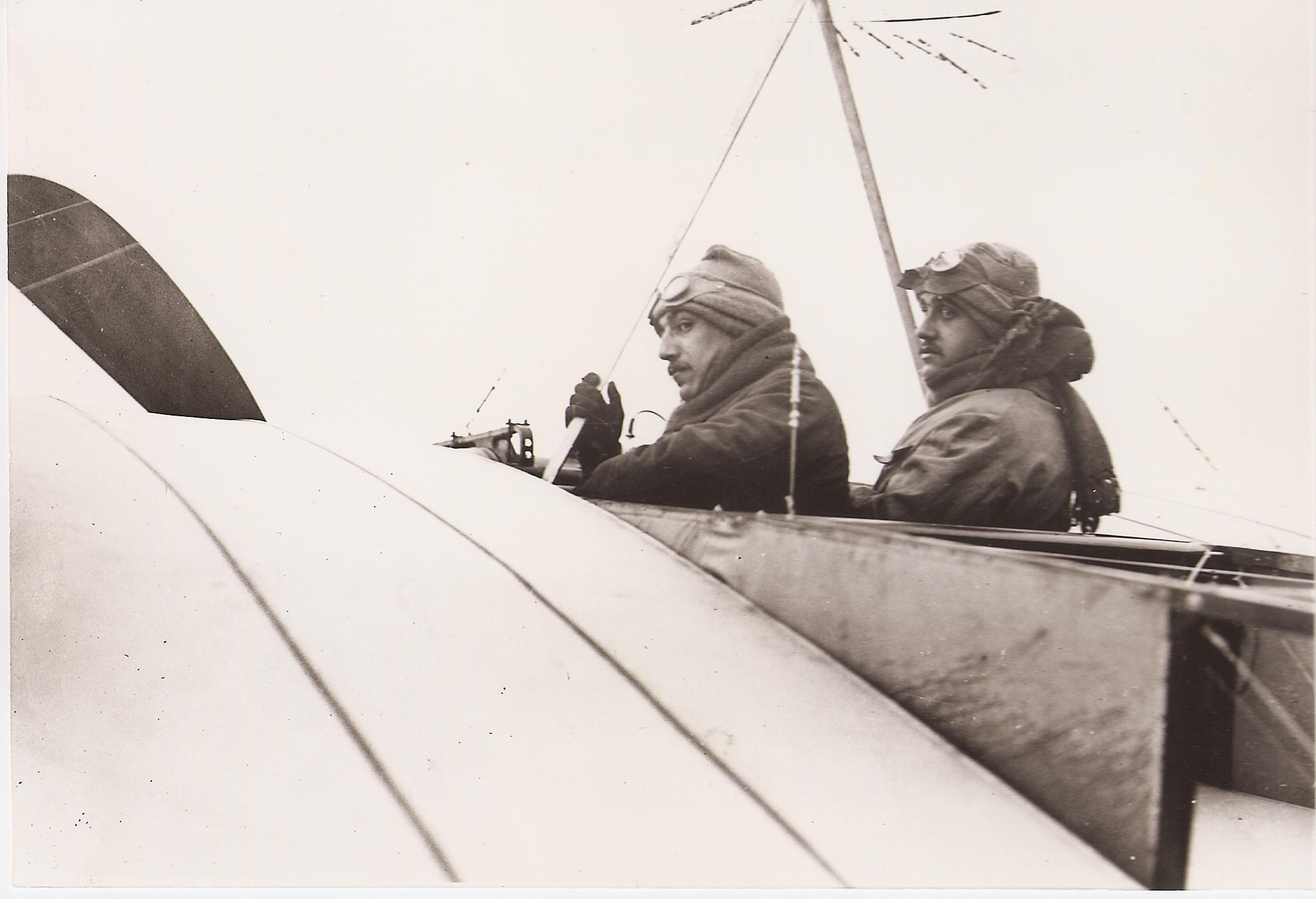
1910: Los hermanos Morane antes del despegue en un Bleriot XI. Ambos casi murieron cuando el avión se estrelló poco después

Léon Morane demostró su interés por la mecánica desde la infancia, creando a los 13 años triciclos motorizados de 1,75 CV y que tiraban de una pequeña carretilla en la que se sentaba su hermano Robert. Los hermanos Morane comenzaron su vida laboral en la construcción mecánica cuando en 1907 participan en la creación de un biplano, el Copin Copp con un motor de combustión interna horizontalmente opuesto Dutheil et Chalmers de 18 CV; la máquina demasiado pesada para un motor tan débil que ningún piloto nunca conseguiremos que despegue. En aquella época, el trabajo del ingeniero, inventor y más tarde aviador Clément Ader sobre las máquinas voladoras acaban de ser reveladas y tres hombres en Europa lograron volar en "una máquina más pesada que el aire" impulsada por un motor de combustión interna: Alberto Santos-Dumont a finales de 1906, Charles Voisin y  Louis Blériot, en la primavera de 1907. 
Léon Morane obtuvo su título de piloto (con el número 54) el 19 de abril de 1910, habiendo conseguido por vez primera el récord mundial de velocidad en aeroplano superando los 100 km/h con una velocidad punta de 106,508 km/h pilotando un aeroplano Blériot XI.
Tras un grave accidente sufrido junto a su hermano en octubre de 1910, Léon recibió la visita de su amigo de infancia el ingeniero Raymond Saulnier antiguo colaborador de Louis Blériot y, un año después, el 10 de octubre de 1911 creó con él, en Puteaux la Société Anonyme des Aéroplanes Morane-Saulnier y como piloto de pruebas a su hermano Robert, un apasionado del automovilismo que obtuvo su licencia de piloto y entró en el mundo de la aviación siguiendo los pasos de su hermano mayor. Tras la muerte de Léon, víctima de la gripe española el 19 de octubre de 1918, Robert asumió el control de la empresa y además continuó desarrollando el negocio en el ramo del transporte aéreo durante la década de 1930, participando en el establecimiento de Air Union en 1923; una aerolínea que se fusionará con otras dos en 1933 para crear Air France .
Desarrollo de modelos (1911 - 1918)
El primer producto de la empresa fue el Monoplano Morane-Borel  - a veces llamado Tipo A -, desarrollo de un diseño producido en colaboración con el también fabricante de aeroplanos Gabriel Borel propietario de los - Etablissements Borel - . Utilizando un mecanismo de alabeo basado en la torsión de las alas para controlarlo; este fue el modelo con el que Jules Védrines ganó la Carrera aérea París-Madrid (1911) .

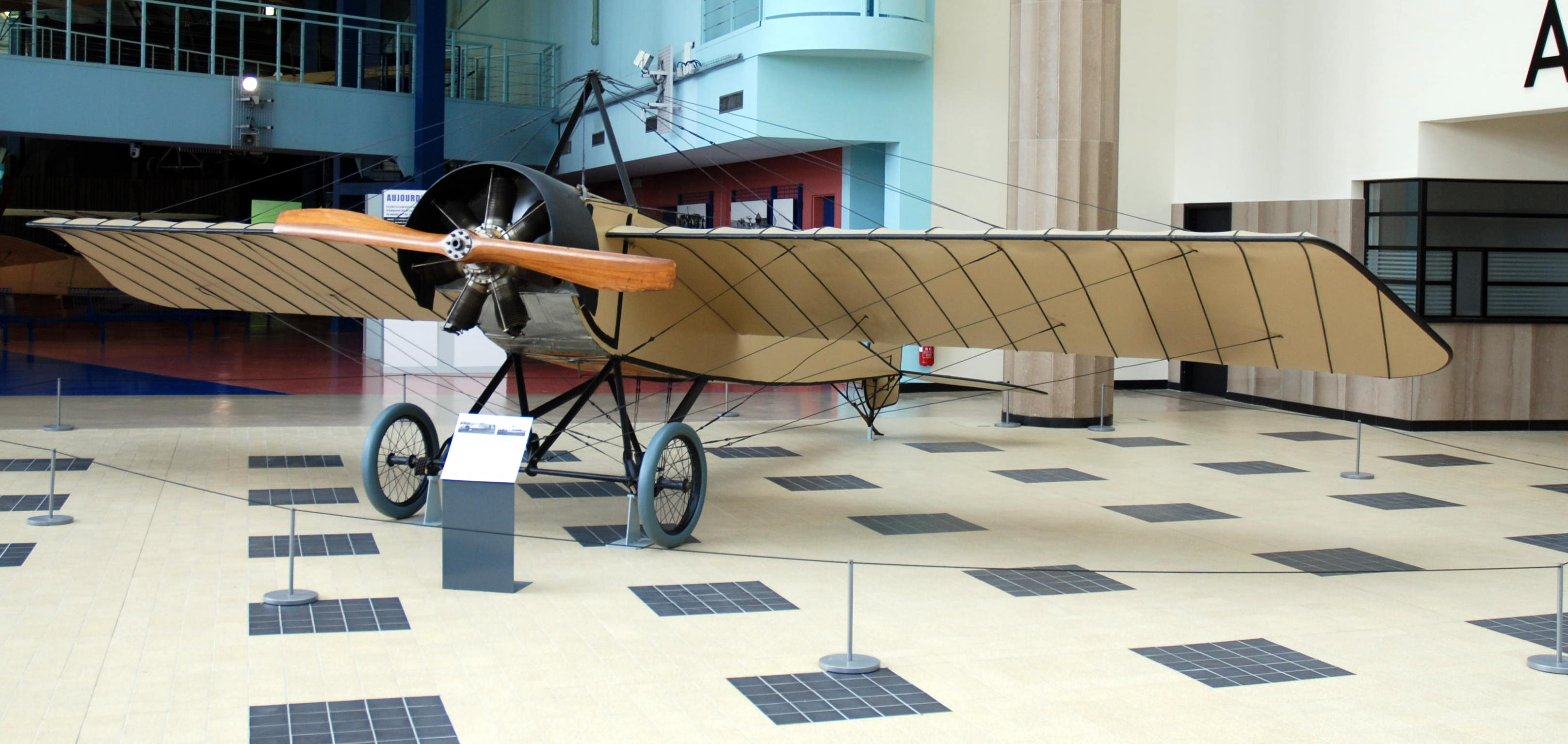
Morane-Saulnier Type G. Musée de l'Air et de l'Espace

El primer diseño comercialmente exitoso de la firma fue en 1912 el Morane-Saulnier G , un monoplano de carreras de ala semi alta arriostrada mediante cables. Esto llevó al desarrollo de una serie de aviones y tuvo mucho éxito en las competiciones y en el establecimiento de numerosos récords tanto en configuración de avión terrestre o hidroavión.
El Tipo G era un biplaza al que se redujo ligeramente su tamaño para producir en 1913 el monoplaza Morane-Saulnier H , y se le dio un fuselaje carenado para producir en 1915 el caza monoplaza Morane-Saulnier N . 
El Morane-Saulnier H fue modificado con alas montadas encima del fuselaje tipo parasol, para brindar al observador una mejor visión, creando el Morane-Saulnier L . El Tipo L fue equipado con un fuselaje carenado como en el N, carecía de control de alabeo sustituido por alerones, convirtiéndose en el variante Morane-Saulnier LA , que luego fue completamente rediseñado (aunque con un aspecto muy similar) dando lugar al avión de reconocimiento biplaza Morane-Saulnier P , que sería la base de toda una familia de aviones desarrollados en la década de 1920.
El posterior desarrollo de Tipo N, le llevó a convertirse en el Morane-Saulnier I, más grande y potente, y en el muy similar Morane-Saulnier V , que volaron en 1916, pero, estos no tuvieron éxito porque eran demasiado potentes y su rudimentario control de alabeo - carecían de alerones - y medios para ello así como su elevada velocidad de aterrizaje eran inadecuados.
A finales de 1916 el V fue rediseñado para crear el Morane-Saulnier AC. Se diferenciaba del anterior avión monoplaza Morane-Saulnier en que contaba con alerones para control lateral en lugar de usar la deformación de las alas. El AC no tuvo mucho éxito, solo se construyeron 32 ejemplares, en parte debido al pobre campo de visión que producía su ala montada en posición media, por lo que se desarrolló el Morane-Saulnier AI, provisto de alas tipo parasol. El AI perdió en la competencia ante el SPAD XIII , pero se construyó en cantidades limitadas por el caso de que hubiera un problema con el SPAD; al final resultó que fue la AI el que sufrió problemas estructurales.
Paralelamente al tipo L, se desarrolló para el Royal Flying Corps el aeroplano de observación Morane-Saulnier BB , que era una versión biplano del Tipo P. Debido a que 'BB' cuando se pronuncia en francés suena como Bebe (o bebé), este se convirtió en el apodo del tipo. La mayoría de estos tipos no tenían aletas fijas ni estabilizador horizontal, con el resultado de que no sólo eran muy sensibles en los controles; uno de los primeros pilotos notó que si se dejaba el avión solo, termina volteándose en la dirección opuesta. A pesar de esto, muchos fueron utilizados como entrenadores, incluidos muchos a los que les desmontaron las alas para no poder despegar, creando lo que se conoció como Penguin - pingüino -.
El Tipo L tiene la distinción de ser el primer avión de combate utilizado durante la I Guerra Mundial cuando fue armado con una ametralladora Lewis que disparaba a través del barrido de la hélice que, estaba equipada con cuñas deflectoras de acero para desviar cualquier bala que impactara. Fue volado con éxito por Roland Garros , quien más tarde sería considerado el primer as francés. Se instaló un sistema similar en el Tipo N en espera de la llegada de otras ametralladoras, lo que hizo que el sistema fuera viable. Mientras volaba su Tipo L modificado, Garros fue derribado por fuego desde tierra y se estrelló detrás de las líneas alemanas; el constructor Anthony Fokker examinó los restos justo antes de que su compañía produjera un sistema similar, aunque al parecer, ya estaba desarrollando su propio mecanismo sincronizador , el Fokker Stangensteuerung.

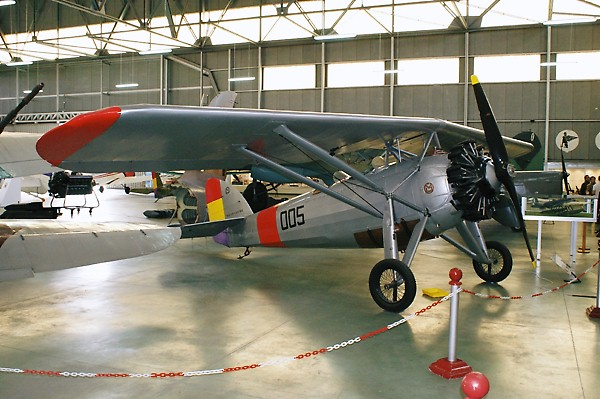
MS.230 con las marcas de las Fuerzas Aéreas de la República Española

Periodo de entreguerras (1918-1939)
Después de la guerra, Morane-Saulnier produjo varios diseños para el entrenamiento militar y la aviación general. A finales de la década de 1920 y principios de la de 1930, produjo varios modelos de entrenadores con alas de parasol, destacando el Morane-Saulnier MS.230 monoplano parasol que fue el principal avión de entrenamiento militar francés de su época, pero también un aparato muy utilizado por la aviación civil y el MS.315. Otros modelos casi todos aparatos de entrenamiento tenían un rendimiento limitado y la mayoría fueron producidos en pocos números. En 1935 Morane-Saulnier tuvo mucho más éxito con su caza MS.405 dramáticamente "modernizado" como MS.406 y que era el caza más numeroso de la Fuerza Aérea Francesa al comienzo de las hostilidades. El avanzado MS. 406, sólo en el momento de su introducción en 1935, sufrió cuantiosas pérdidas en los enfrentamientos con los Messerschmitt Bf 109 de la Luftwaffe más modernos a los que se enfrentó en 1940.
Ocupación alemana (1940-1944)
Durante la Segunda Guerra Mundial Morane-Saulnier estuvo bajo control alemán y construyó varios tipos alemanes, incluido el Fieseler Fi 156 Storch , que siguió construyendo después de la guerra con diferentes motorizaciones como Morane-Saulnier MS.500/501/502 Criquet.
Posguerra (1945-1962)
En 1946 se introduce como entrenador básico del Armée de l'air el Morane-Saulnier MS.470 Vanneau construyendo un total de 506 ejemplares y en 1949 vuela por primera vez el también entrenador y más tarde algunos usados como avión contrainsurgencia Morane-Saulnier MS.733 Alcyon.
El 26 de enero de 1953, Morane-Saulnier pone en vuelo su primer reactor, el prototipo del Morane-Saulnier MS.755 Fleuret, un avión de entrenamiento biplaza, sin embargo, se eligió a su competidor, el Fouga Magister ; la firma persistió y propuso el Fleuret II posteriormente denominado Morane-Saulnier MS.760 Paris en el que se combinaba en el diseño una aeronave a reacción de enlace y entrenamiento militar y con cambios en su configuración interior en un avión de negocios, siendo el predecesor de los hoy en día numerosos business jet, executive aircraft & private plane.
Morane-Saulnier también produjo varios modelos de aviones civiles y de entrenamiento como los pequeños MS.530 y MS.603 destacando el monoplano de turismo semi acrobático Morane Saulnier MS.880 y sus posteriores variantes cuyo primer vuelo se realizó en junio de 1959 y que continuó con la exitosa y numerosa familia SOCATA Rallye cuya producción alcanzó hasta 1982.
El 19 de noviembre de 1962, Morane-Saulnier se declaró en quiebra y en enero de 1963 quedó bajo el control de los Établissements Henry Potez , creándose la Société d'Exploitation des Établissements Morane-Saulnier (SEEMS) para gestionar sus activos. El 20 de mayo de 1965, Sud Aviation adquirió SEEMS de Potez, formando la Gérance des Établissements Morane-Saulnier (GEMS).  A principios de 1966, Sud Aviation creó otra nueva filial denominada Société de Construction d'Avions de Tourisme et d'Affaires SOCATA , para continuar el desarrollo y la producción de la serie Rallye. y que finalmente fue absorbida por la empresa estatal Aérospatiale . para años después de múltiples compras y fusiones formar parte del fabricante aeroespacial European Aeronautic Defence and Space Company -EADS.

## Desarrollo de la sincronización de armas
La empresa y particularmente el propio Raymond Saulnier tuvieron un importante papel en el desarrollo del concepto de sincronizar el fuego de las ametralladoras a través del barrido de la hélice de un avión.
Al contrario del diseño de la patente de Franz Schneider, el mecanismo de Saulnier fue construido y puede ser considerado el primer mecanismo sincronizador práctico en ser probado.
Se ha resaltado que este era un diseño práctico que podía haber funcionado, pero no fue así. Además de posibles inconsistencias en la carga de la munición suministrada, el verdadero problema fue que la ametralladora empleada, una Hotchkiss M1914 cal. 8 mm accionada por gas y prestada por el ejército francés, básicamente no era apta para disparar en "modo semiautomático" y de hecho no se usó, siendo relegadas por las Vickers . Después de las fallidas pruebas iniciales, se devolvió la ametralladora y cesaron los experimentos.
Tras sus primeros experimentos de sincronización fallidos, Saulnier buscó un método menos basado en mecánica y estadísticas y más en el azar, desarrollando hélices con palas blindadas que resistieran los impactos de balas. Hacia marzo de 1915, cuando el piloto Roland Garros contactó con Saulnier para la instalación de este aparato en su Morane-Saulnier L, éstas habían tomado la forma de cuñas de acero que "deflectaban" las balas que habrían dañado la hélice, o rebotado peligrosamente. A veces, se les atribuye a Garros y a Jules Hue, su mecánico personal, la prueba y el perfeccionamiento de los "deflectores".

## Diseños Morane-Saulnier
- Datos:
- Morane-Saulnier. Lista de productos Morane-Saulnier
- Enciclopedia Ilustrada de la Aviación Vol.10

- Morane-Borel monoplan (o "Tipo A") 1911 - Monoplano monomotor deportivo
- Morane-Saulnier B - 1911 - Monoplano monomotor deportivo/entrenador
- Morane-Saulnier G - 1912 - Monoplano monomotor deportivo/competición, entrenador y reconocimiento militar
- Morane-Saulnier H - 1913 - Monoplano monomotor deportivo monoplaza; uso militar como caza
- Morane-Saulnier L - 1913 - Monoplano monomotor de caza
- Morane-Saulnier LA - 1914 - Monoplano monomotor de caza
- Morane-Saulnier N - 1914 - Monoplano monomotor de caza
- Morane-Saulnier I - 1916 - Tipo N con motor más potente
- Morane-Saulnier V - 1916 - Monoplano monomotor de caza
- Morane-Saulnier P - 1916 - Monoplano monomotor de reconocimiento
- Morane-Saulnier S - 1915 - Biplano de bombardeo pesado tri/cuatriplaza
- Morane-Saulnier T - 1914 - Biplano bimotor triplaza de reconocimiento
- Morane-Saulnier TRK - 1915 - Triplano bimotor triplaza de bombardeo
- Morane-Saulnier AR (MS.35/35R) - 1915 - Monoplano ala parasol - Entrenamiento primario militar / avión de aeroclub
- Morane-Saulnier BB/BH - 1915 - Biplano monomotor biplaza de observación
- Morane-Saulnier AC (MoS.23) - 1916 - Monoplano monomotor de caza
- Morane-Saulnier AF (MoS.28) - 1917- Biplano monomotor de caza
- Morane-Saulnier AI - (variantes MoS.27, MoS.29, MoS.30) 1917 - Monoplano monomotor de caza/ entrenador de caza
- Morane-Saulnier AN (MoS.31) - 1918 - Biplano monomotor de caza
- Morane-Saulnier MS.36 - 1917 - Monoplano en parasol monomotor de entrenamiento avanzado
- Morane-Saulnier AV - 1922 - Monoplano en parasol monomotor cuatriplaza con cabina cerrada
- Morane-Saulnier MS.43 - 1924 - Biplano monomotor biplaza - Entrenador de transición
- Morane-Saulnier MS.50C - 1924 - Monoplano monomotor biplaza de entrenamiento primario
- Morane-Saulnier MS.121 - 1927 - Prototipo monoplano en parasol monomotor de caza
- Morane-Saulnier MS.130 - 1925 - Monoplano en parasol monomotor de entrenamiento
- Morane-Saulnier MS.138 - 1927 - Monoplano monomotor biplaza de entrenamiento elemental
- Morane-Saulnier MS.140S - c.1927 - Biplano monomotor ligero - Ambulancia aérea
- Morane-Saulnier MS.147 - 1928 - Monoplano en parasol monomotor biplaza de entrenamiento
- Morane-Saulnier MS.152 - 1929 - Prototipo monoplano en parasol monomotor biplaza entrenador de observadores y bombarderos/Avión médico
- Morane-Saulnier MS.180 - 1929 - Monoplano en parasol monomotor - Entrenador de acrobacia aérea
- Morane-Saulnier MS.200 - Prototipo monoplano en parasol monomotor - Entrenador de transición
- Morane-Saulnier MS.221 - 1928 - Monoplano en parasol monomotor - Avión de combate ligero
- Morane-Saulnier MS.224 - 1930 - Prototipo monoplano ala parasol de caza
- Morane-Saulnier MS.225/226/227/275 - 1932 - Monoplano monomotor de caza
- Morane-Saulnier MS.230 - 1929 - Monoplano en parasol monomotor biplaza - Entrenador
- Morane-Saulnier MS.250 - 1930 - Monoplano monomotor biplaza - Entrenador observadores-artilleros
- Morane-Saulnier MS.315 - 1932 - Monoplano en parasol monomotor biplaza - Entrenador primario
- Morane-Saulnier MS.325 - 1933 - Prototipo monoplano monomotor de ala baja de caza
- Morane-Saulnier MS.340/345 - 1933 - Monoplano en parasol monomotor biplaza de turismo y entrenamiento
- Morane-Saulnier MS.350 - 1936 - Biplano acrobático monomotor
- Morane-Saulnier MS.405 - 1935 - Monoplano monomotor de ala baja - Avión de caza
- Morane-Saulnier MS.430 - 1937 - Monoplano monomotor de ala baja - Entrenador avanzado
- Morane-Saulnier MS.450 - 1939 - Monoplano monomotor de ala baja - Prototipo desarrollo del MS.406
- Morane-Saulnier MS.470 Vanneau - 1944 - Monoplano monomotor de ala baja - Entrenador avanzado
- Morane-Saulnier MS.500/501/502 Criquet - Producción del Fi 156 Storch bajo la ocupación alemana y después de la liberación - Avión de enlace
- Morane-Saulnier MS.560/570 - 1946 - Monoplano monoplaza de ala baja acrobático / Biplaza de turismo y entrenamiento
- Morane Saulnier MS.603 - 1947 - Monoplano biplaza ligero de ala baja / Avión de aeroclub
- Morane-Saulnier MS.700 Pétrel - 1948 - Monoplano bimotor de 5 plazas / Avión de enlace ligero, transporte ejecutivo
- Morane-Saulnier MS.733 Alcyon - 1949 - Monoplaza ligero de ala baja / Entrenador militar básico
- Morane-Saulnier MS.755 Fleuret - 1953 - Prototipo birreactor biplaza de entrenamiento
- Morane-Saulnier MS.760 Paris - 1954 - Birreactor cuatriplaza de entrenamiento y enlace militar / Reactor ejecutivo
- Morane-Saulnier MS.880 Rallye - 1959 - Avión de turismo / escuela
- Morane-Saulnier MS.1500 - 1958 - Prototipos (2) Monoplano turbohélice biplaza de reconocimiento táctico y contrainsurgencia

## Galería

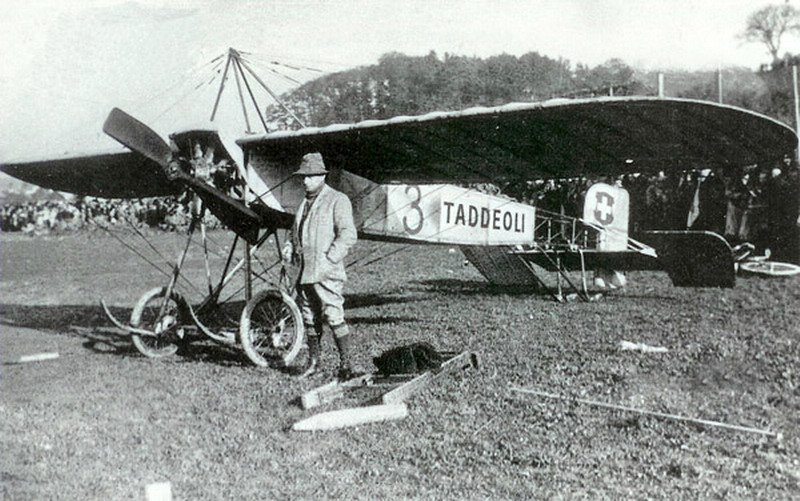
Emile Taddéoli con su Morane-Borel monoplan
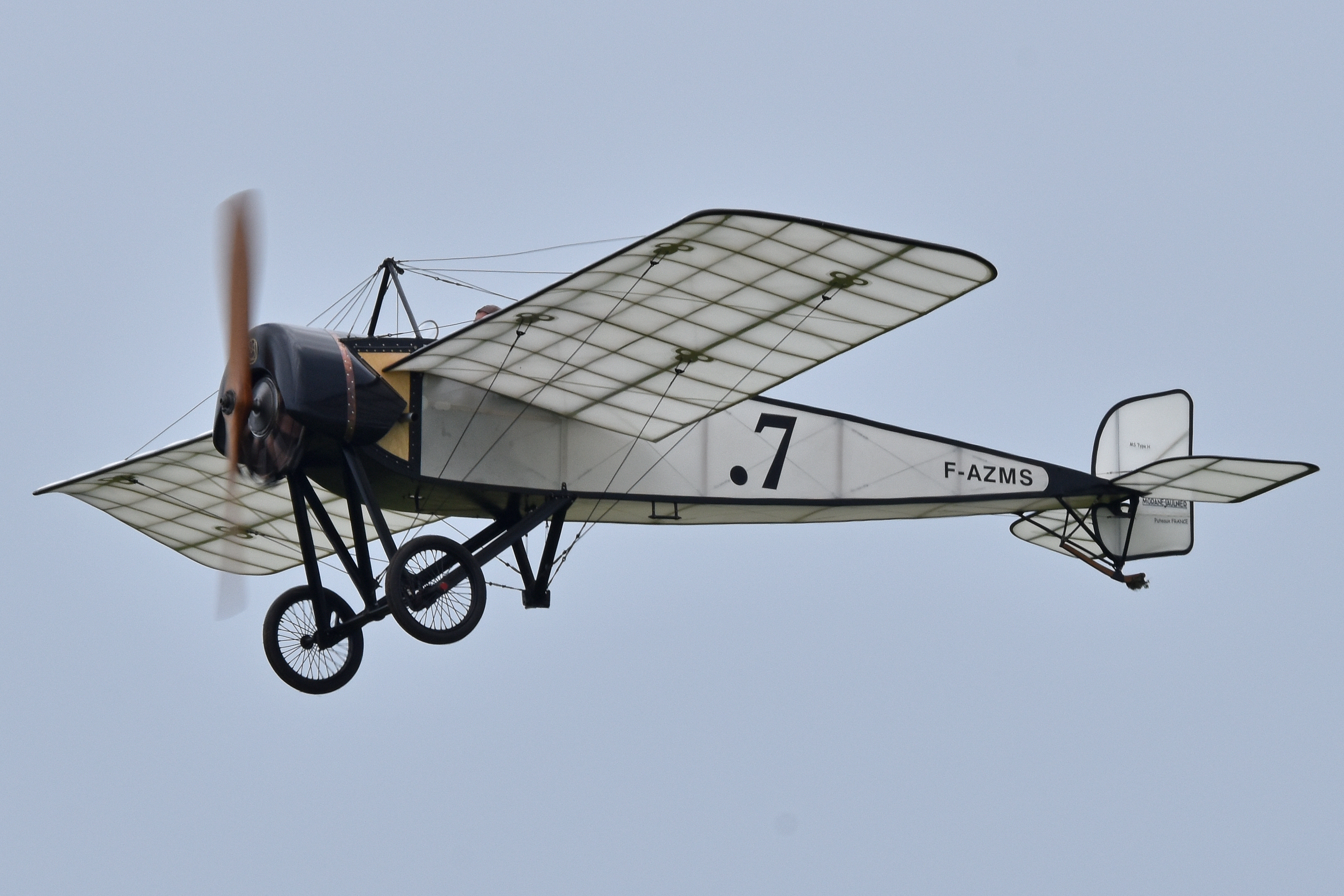
Morane-Saulnier Type H
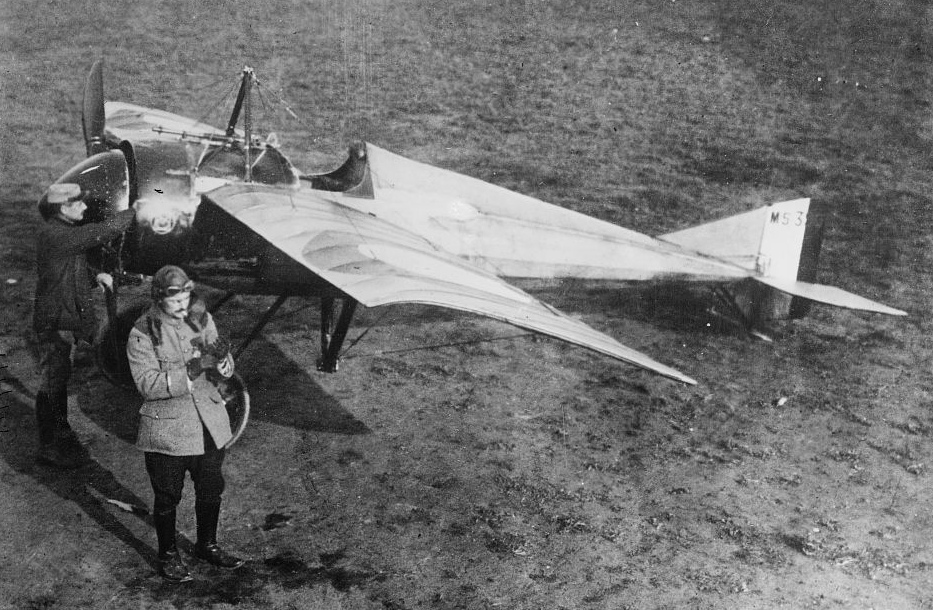
Jules Védrines con su caza Morane-Saulnier N
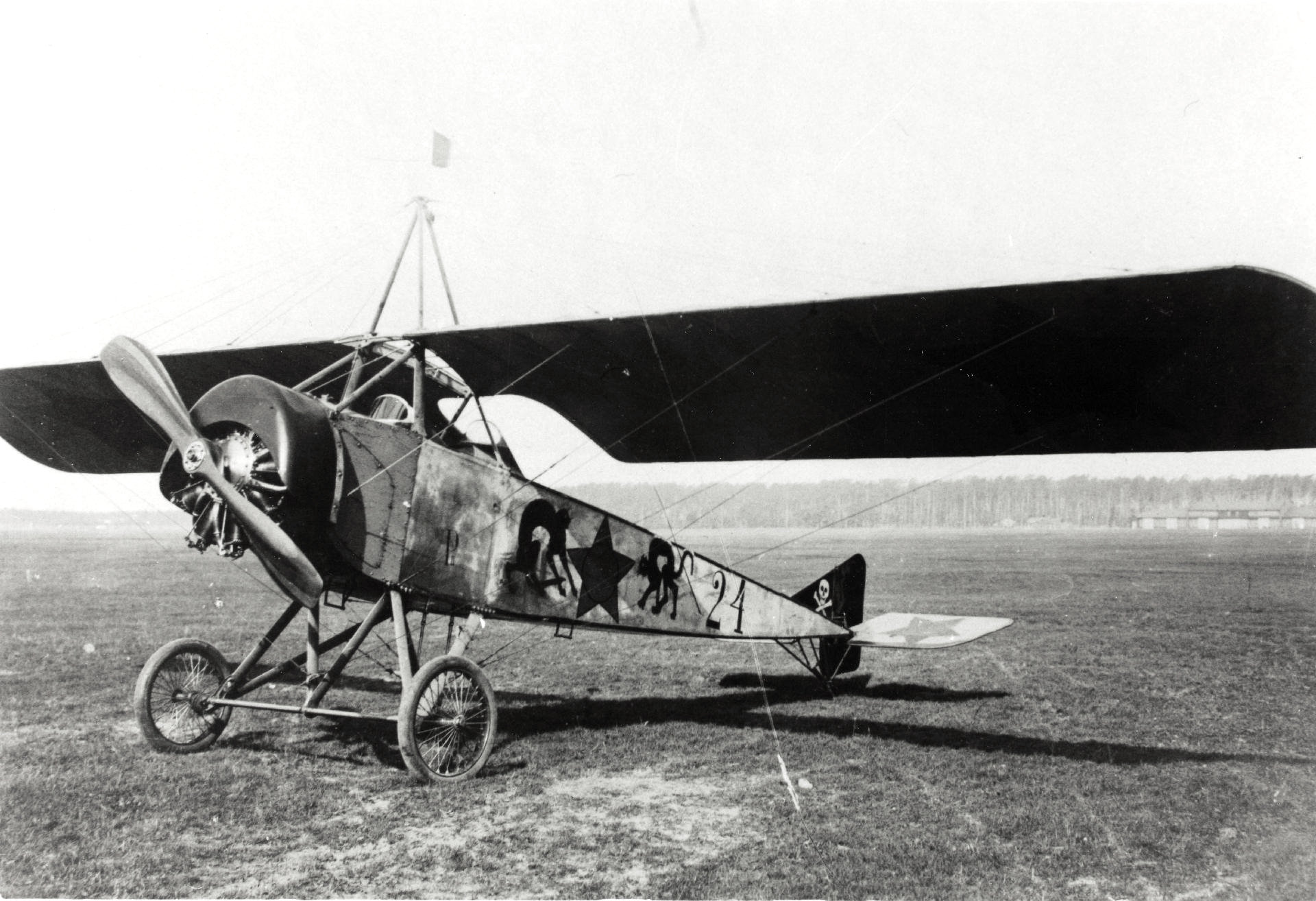
:Morane-Saulnier L con marcas soviéticas
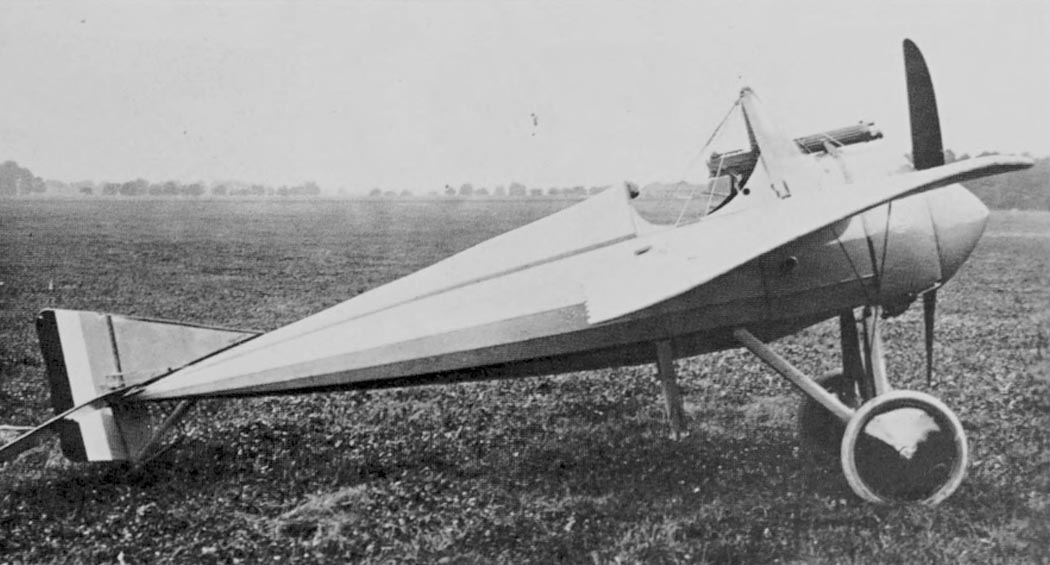
Morane-Saulnier I
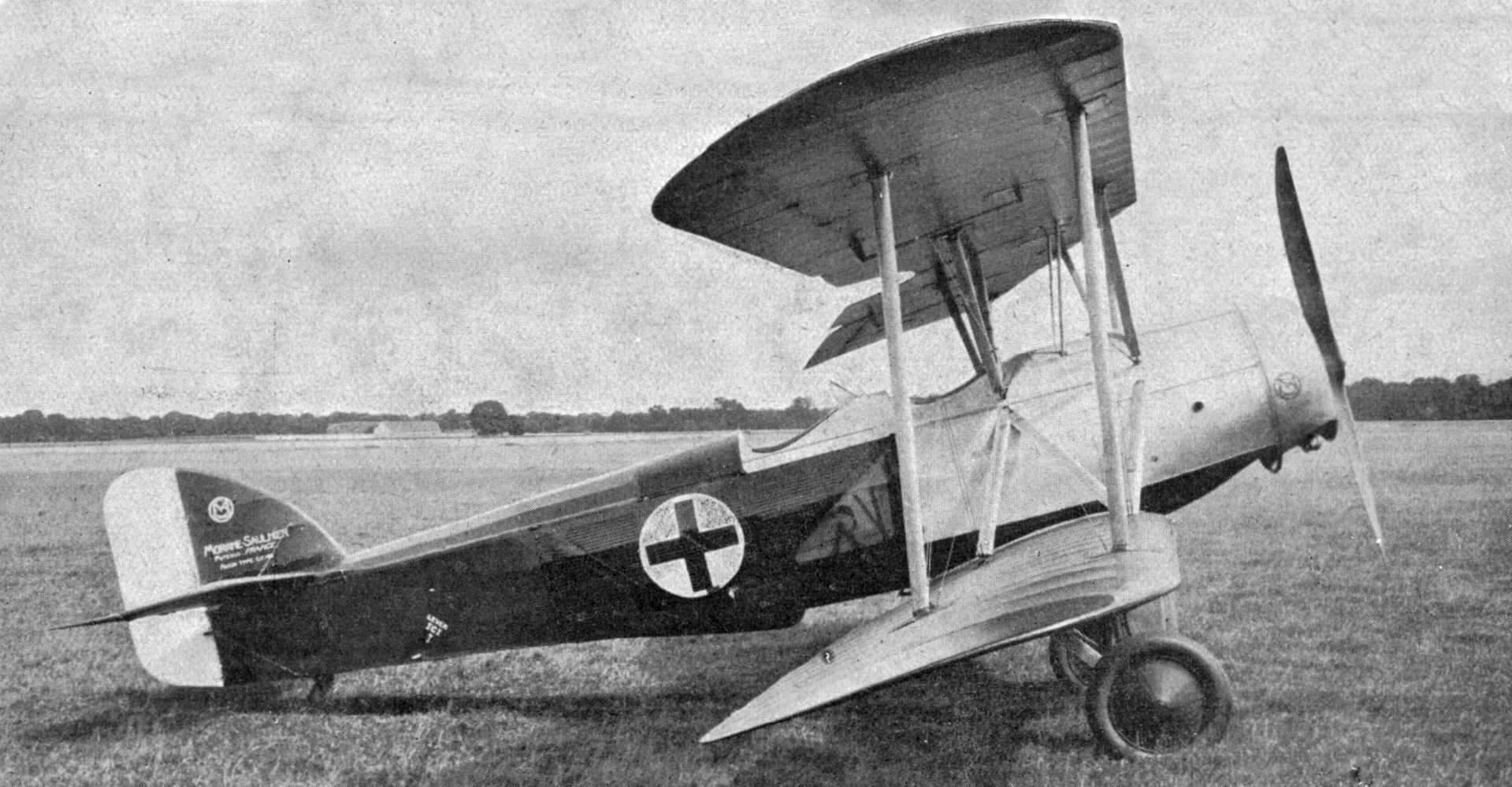
Avion sanitaire Morane-Saulnier MS.140S
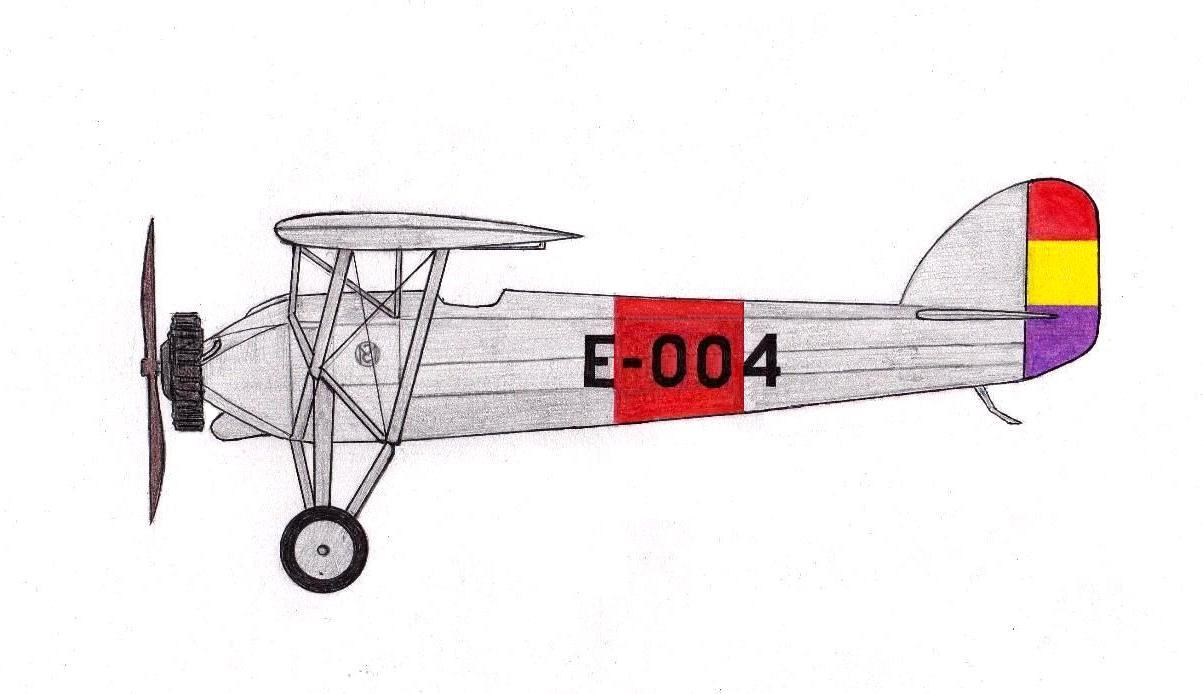
Morane-Saulnier MS.181de las Fuerzas Aéreas de la República Española
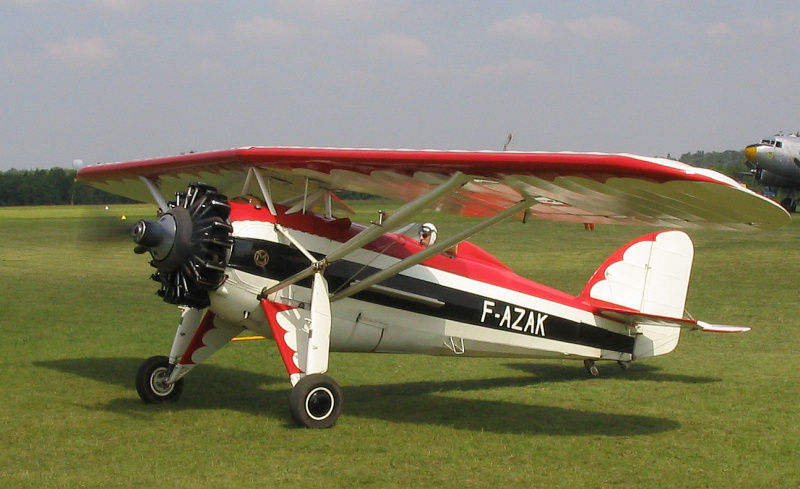
Morane-Saulnier MS.230
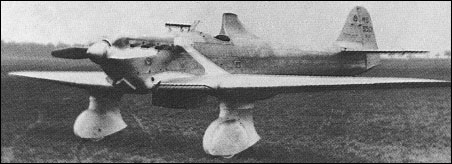
Prototipo caza Morane-Saulnier MS.325
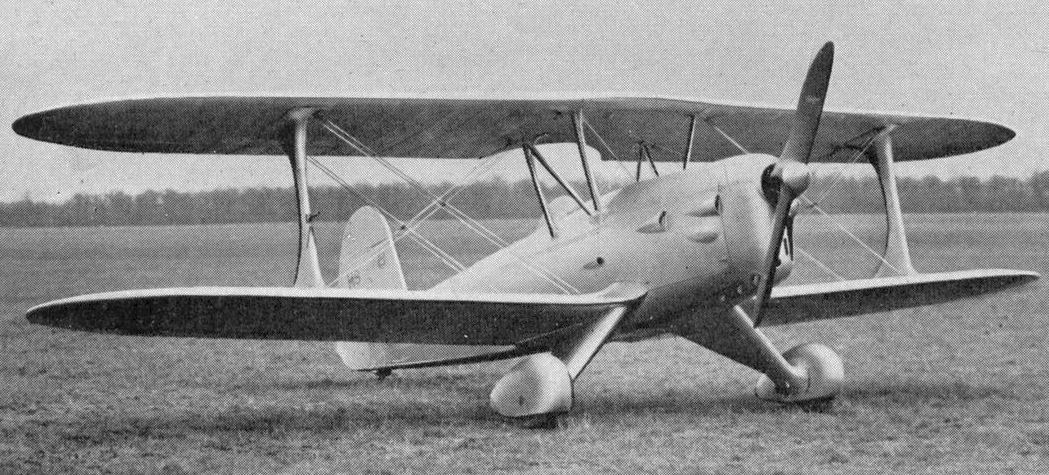
Entrenador avanzado Morane-Saulnier MS.350
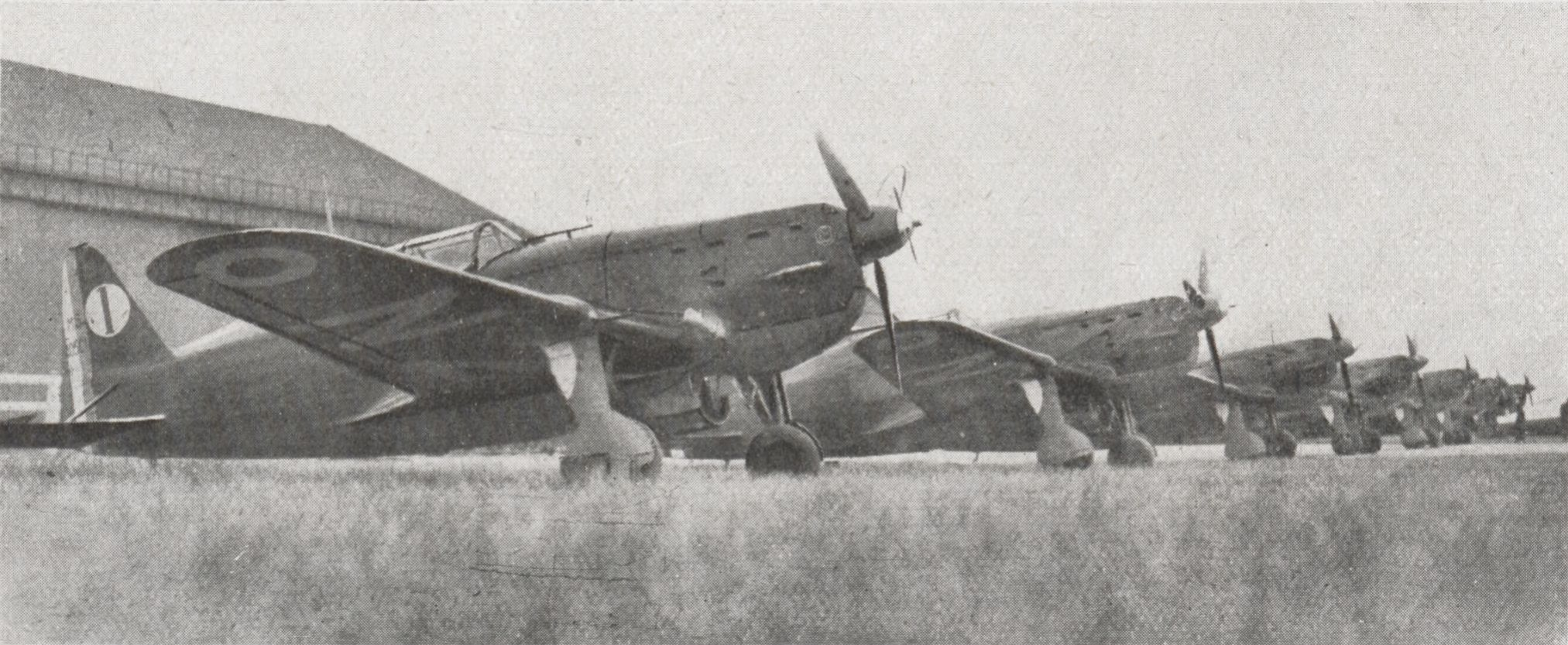
Grupo de Morane-Saulnier MS.405 reunido en Villacoublay para el Festival Aéreo de 1938
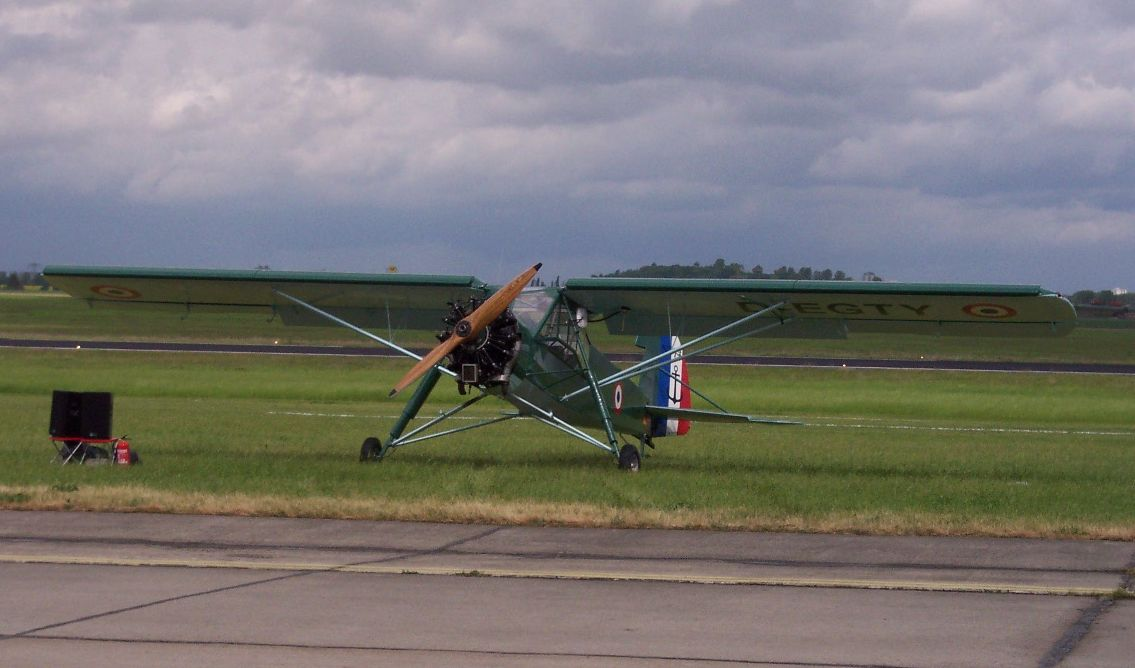
Morane-Saulnier MS.505 Criquet
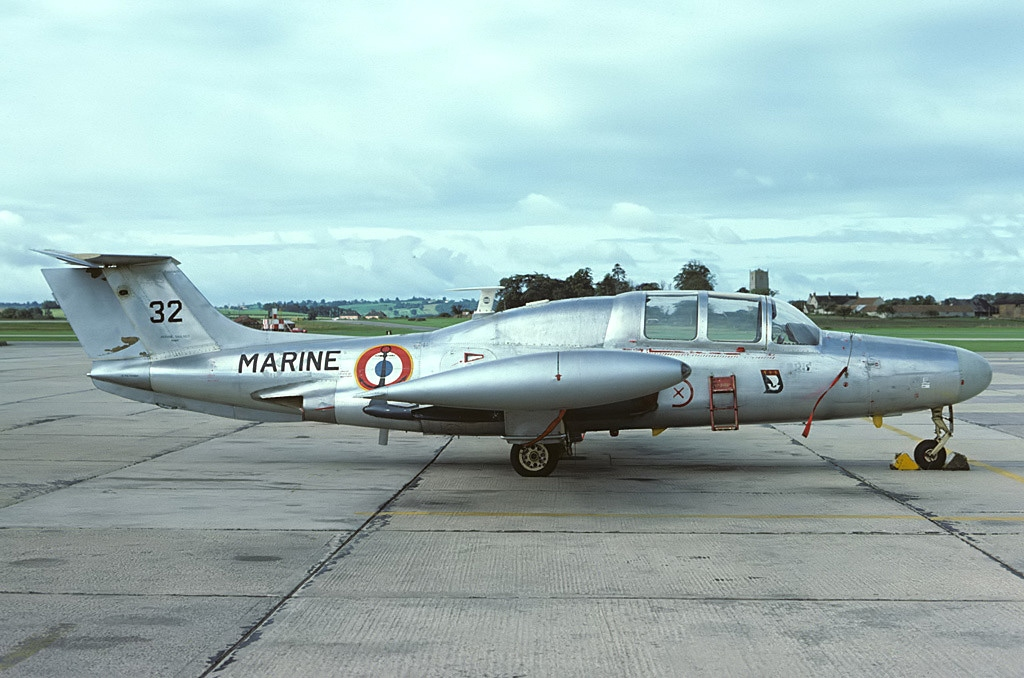
Morane-Saulnier MS.760 Paris
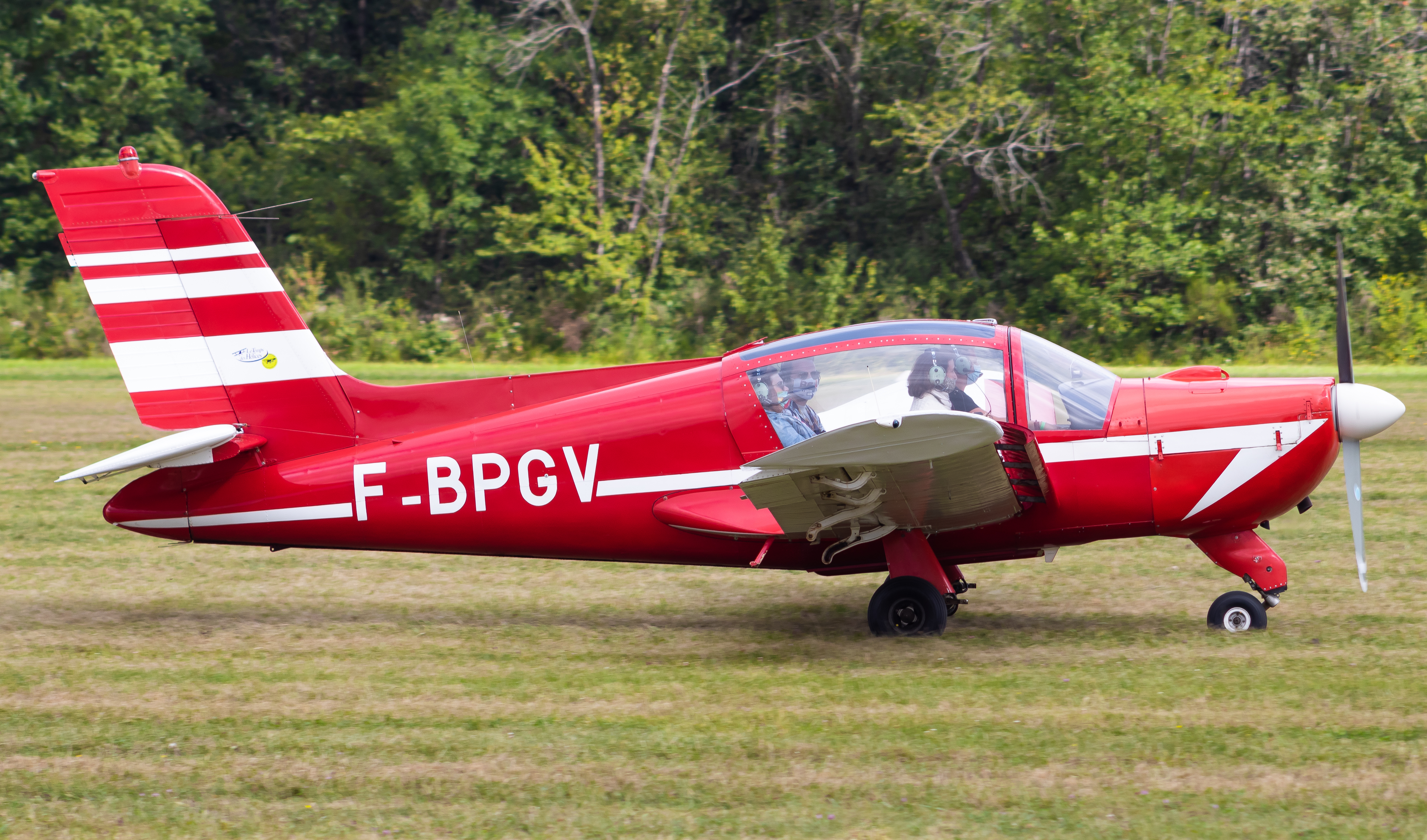
Socata Rallye Commodore (MS.893A)